# Aphaurosuchus
Aphaurosuchus es un género extinto de mesoeucrocodilio baurusúquido conocido en la cuenca Bauru del Cretácico Superior de São Paulo, en el sur de Brasil. Contiene una sola especie, Aphaurosuchus escharafacies.

## Descubrimiento y etimología
En 2012, el Laboratório de Paleontologia dirigió una expedición al municipio de Jales, estado de São Paulo, excavando en el sitio Fazenda Furnas que había arrojado restos de baurusúquidos durante excavaciones anteriores. Este sitio, perteneciente a la Formación Adamantina/Formación Vale do Rio do Peixe, contenía un esqueleto de baurusúquido casi completo, espécimen LPRP/USP 0697, dividido en seis bloques principales. El primer bloque contiene el cráneo, todas las vértebras cervicales con osteodermos asociados, así como las primeras cuatro vértebras torácicas, tanto las escápulas como las coracoides articuladas. El segundo bloque está formado por la mayor parte del esqueleto poscraneal desde la octava vértebra torácica hasta la novena caudal con la doble fila asociada de osteodermos parasagital, las costillas torácicas posteriores, la gastralia, la extremidad anterior derecha, la cintura pélvica y la mayor parte de las extremidades posteriores. El húmero se conservó originalmente, sin embargo, se perdió durante las excavaciones. La mano izquierda y el pie izquierdo se conservan en bloques individuales y dos segmentos de vértebras caudales también se han conservado como bloques. Sin embargo, la ubicación entre sí no está clara debido a la mala conservación de las vértebras anteriores del bloque caudal ubicado más distalmente. También se han descubierto dos caudales aislados con osteodermos, así como fragmentos de costillas de ubicación incierta.
El nombre del género se compone de las palabras griegas ἀφαυρός (aphauros), que significan "débil" o "impotente" en referencia a la fuerza de mordida débil determinada por Montefeltro et al. (2020), y σοῦχος (souchos) para cocodrilo. Durante la excavación, una sierra de roca dejó un corte en el yugal izquierdo y el dentario del espécimen, lo que le valió el apodo de "Scarface", que es la base del epíteto de la especie. Eschara (ἐσχάρα) que significa cicatriz en griego y facies en latín que significa cara.

## Descripción
El cráneo de Aphaurosuchus está bien conservado, mostrando los huesos que forman su superficie lateral, dorsal y ventral; sin embargo, hay algunos daños en el área donde los premaxilares se conectan con el par nasal, lo que dificulta determinar la anatomía exacta de las narinas. El cráneo es profundo y está comprimido lateromedialmente con un rostrum que representa menos del 55% de la longitud basal del cráneo. La compresión es más extrema justo detrás de los últimos dientes maxilares, antes de expandirse lateralmente. La superficie dorsal está muy ornamentada, especialmente alrededor del área donde los maxilares contactan con las nasales. Al igual que otros baurusúquidos, Aphaurosuchus tiene una muesca semicircular prominente entre los maxilares y los premaxilares que deja espacio para los dientes caniniformes inferiores. También como otros baurusúquidos, este taxón tiene un número muy reducido de dientes con 4 dientes en cada mitad de los premaxilares seguidos de 5 dientes maxilares en cada lado. El diente maxilar más grande casi se extiende hasta el margen ventral del dentario. El recuento de dientes del dentario se reduce de manera similar, con 10 dientes en cada dentario, el mayor de los cuales es el caniniforme mencionado anteriormente que se encuentra en el cuarto alvéolo dentario. En particular, Aphaurosuchus conserva un borde con muescas entre el contacto cuadrado-cuadratoyugal, que anteriormente se creía que era una sinapomorfia de los baurusúquidos pisarracampsinos.
Aphaurosuchus se recuperó como el miembro más basal de Baurusuchinae, siendo Aplestosuchus y Stratiotosuchus taxones hermanos sucesivos de un Baurusuchus monofilético. El descubrimiento de este taxón provocó algunas revisiones a la definición de los dos clados principales de baurusúquidos, ya que Aphaurosuchus muestra características que antes se suponía que eran sinapomorfias de Pissarrachampsinae. Sin embargo, se identificaron nuevas sinapomorfias tanto para los baurusuquinos como para los pisarracampsinos. En general, Aphaurosuchus presenta todas menos una de las sinapomorfias de los baurusuquinos y dos de las tres sinapomorfias de los pisarracampsinos descritas anteriormente (sensu Montefeltro et al., 2011). Esto se refleja en el árbol filogenético que lo recupera como anidado cerca de la dicotomía de los dos clados. Esta combinación única de características puede leerse como una "zona de variabilidad", en la que las plesiomorfias persisten a lo largo de la especiación y deben leerse como homoplasias.